# مصحف أبي بن كعب
مصحف أُبَي بن كعب هو مصحف للقرآن الكريم يختلف عن المصحف العثماني وينسب إلى أبي بن كعب، أحد صحابة محمد. تختلف مخطوطات أُبَي وعثمان في عدة اختلافات نصية بينهما، ولكن الأهم من ذلك أن مخطوطة أُبي تحتوي على 116 سورة، بينما مخطوطة عثمان تحتوي على 114 سورة. السور الغائبة من مصحف عثمان، ولكنها موجودة في مصحف أُبي، هي سورة الخلع (سورة 115) وسورة الحفض (سورة 116). وقد اعتبر العديد من العلماء هذه النصوص موثوقة وقرآنية حتى القرن الثامن،  ولا يزال الدليل على نقل هذه المخطوطة متاحًا حتى القرنين العاشر والحادي عشر. لا توجد نسخة من مخطوطة أُبي في أي مخطوطة موجودة، على الرغم من قبول تاريخيتها.  وقد وثّق العلماء المسلمون نص السورتين الفريدتين لأُبي، بالإضافة إلى الاختلافات النصية التي ميزت مصحف أبي عن مصحف عثمان. 

## التاريخ
في وقت مبكر، رفض ثيودور نولدكه تاريخية مخطوطة أُبي (بينما قَبِل مخطوطة ابن مسعود) لأنه كان قادرًا على العثور على القليل من الوثائق عنها في المصادر الإسلامية الموجودة. خلال سبعينيات القرن العشرين، زعم كل من جون وانسبورو وجون بيرتون أن مخطوطة أُبي لم تكن موجودة. وبحسبهم فإن اختراع المتغيرات المنسوبة إلى مخطوطة أُبي كان يهدف إلى تمكين شخصيات معينة من إنشاء أساس في القرآن لتفسيراتهم الشخصية، أي لم يوجد مصحف أو قراءة أُبي.   وقد وجد علماء آخرون هذه الحجج غير مقنعة وانتقلوا الآن إلى وجهة نظر تقبل أن هذا المخطوط كان موجودًا ويعود إلى أُبيّ. أولاً، إن أغلب المتغيرات المنسوبة إلى مصحف أُبيّ ليس لها تأثير على معنى النص القرآني الحالي، ولا توجد فروقات تُذكر، وبالتالي فهي لا تخدم غرض تعزيز مناهج تفسيرية معينة للقرآن. ثانيًا، تم الآن تأكيد عدد من المتغيرات المنسوبة إلى مخطوطة أبي من خلال اكتشافات المخطوطات، وخاصة فيما يتعلق بمخطوطة صنعاء، وهي أيضًا مخطوطة غير عثمانية. وقد أظهرت الدراسات الأحدث حول الاستقبال النصي لمخطوطة أُبي أنها كانت موثقة جغرافيًّا على نطاق واسع بين أقدم المصادر الإسلامية وأكثرها صلة. ولذلك هناك رأي لدى بعض الباحثين أن السورتين قد تكونان من ضمن القرآن، ولكنهما فُقدتًا في بعض الزمن والآن قد ظهرتا مجددًا. تقدم هذه الروايات ملاحظات تفصيلية حول السمات المادية للمخطوطة التي تدعي أنها تمكنت من الوصول إليها، وتختلف أحيانًا في القيام بذلك، مما يشير إلى أن الروايات ذات الصلة ليست مشتقة من بعضها البعض. 

## مقارنة مع بقية المصاحف
إن الاختلافات النصية في مخطوط أبي عن مصحف عثمان تتفق أحيانًا مع الاختلافات الموجودة في مصحف ابن مسعود عن مصحف عثمان، وتتفق في أحيان أخرى مع النسخة الموجودة في المخطوط العثماني. 
هناك اختلاف في مخطوطة أبي يتعلق بالمقطعات. وقد تضمَّن مصحف أُبي الحواميم في سورة الزمر (سورة 39) ، وهي غائبة عن مصحف عثمان. 

### الاستشهادات
1. ↑  Anthony 2019.
2. ↑  Anthony 2019، صفحة 70.
3. ↑  Deroche 2022، صفحة 136.
4. 1 2  Deroche 2022، صفحة 121–122.
5. ↑  Anthony 2019، صفحة 71–73.
6. ↑  Noldeke et al. 2013، صفحة 455–457.
7. ↑  Burton 1977، صفحة 228.
8. ↑  Wansbrough 1977، صفحة 44–5, 203–5.
9. ↑  Sadeghi & Goudarzi 2012، صفحة 19.
10. ↑  Anthony 2019، صفحة 73–74.
11. ↑  Tottoli 2023، صفحة 157.
12. ↑  Dayeh 2009، صفحة 463.